# Пилкорил звичайний
Пилкорил звичайний (Pristis pectinata) — скат з роду Риба-пилка родини Риби-пилки. Інша назва — «риба-пилка». Мають невелике господарське значення. М'ясо їх досить жорстке, проте цілком їстівне.

## Опис
Загальна довжина цього ската коливається від 4,8 до 7,6 м завдовжки вагою 315—400 кг. Рострум довгий, плаский, має вигляд мечеподібного виросту, становить 1/4 загальної довжини цієї риби. На «пилці» знаходяться від 24 до 34 зубів. Грудні плавці широкі та довгі. Тулуб довгий, масивний та кремезний. На спині присутні два великі та високі плавці. Черевні плавці за розміром дорівнюють спинним. На сильному хвості є великий плавець.
Забарвлення спини сіруватого або чорно-коричневого кольору. З боків цей скат білуватий. Черево має блідо-жовтий, білий або брудно-білий колір.

## Спосіб життя
Зустрічається лише в прибережній смузі, часто на глибині настільки малій, що спинні плавники риби виступають на поверхню. Біля берегів Америки здійснює сезонні міграції: з південних районів у північні влітку, і в зворотному напрямку восени. Він зустрічається не лише у морській, а й в солонуватій і навіть прісній воді. Цей вид заходить іноді в річки, піднімаючись високо проти течії. Іноді утворюють невеликі групи.
Здобич ската складають головним чином дрібна риба, різні дрібні тварини, що живуть у ґрунті, зокрема ракоподібні та молюски. Для викопування їх з мулу пилкорил використовує свою пилку, уживану в цьому випадку як лопата і граблі. Траплялись випадки, коли пилкорил, увірвавшись в зграю дрібних риб, зокрема сардин та кефалі, діяв пилкою наче шаблею, вражаючи свою здобич, а потім захоплюючи її на дні.
Це яйцеживородний скат. Самиця народжує 15-20 дитинчат. У ембріонів, що перебувають у самиці, рило м'яке, а зуби на «пилці» приховані під шкірою до самого народження.

## Розповсюдження
Мешкає в Індійському, Тихому та Атлантичному океанах. Запливає до Середземного моря.